# Frank McDougall
Frank McDougall (Glasgow, 1958. február 21. – 2023. október 1.) skót labdarúgó, csatár. Skót bajnoki gólkirály (1984–85, 22 gól).

## Pályafutása
1975–76-ban a Duntocher Hibernian, 1976 és 1978 között a Glasgow Perthshire, 1978–79-ben a Clydebank, 1979 és 1984 között a St. Mirren labdarúgója volt. 1984 és 1987 között az Aberdeen csapatában játszott, ahol egy-egy skót bajnoki címet és kupagyőzelmet ért el. Az 1984–85-ös idényben 22 góllal a bajnokság gólkirálya lett. 

## Sikerei, díjai
St. Mirren
- Skót bajnokság
  - 3.: 1979–80

 Aberdeen
- Skót bajnokság
  - bajnok: 1984–85
  - gólkirály: 1984–85 (22 gól)
- Skót kupa
  - győztes: 1986